# Gering (Nebraska)
Gering (Aussprache: ˈgɪərɪŋ) ist eine Stadt und der County Seat des Scotts Bluff County im US-Bundesstaat Nebraska.

## Geschichte
Aufgrund einer Vorhersage der Union Pacific Railroad hielt man die Stelle des heutigen Gering geeignet, um eine Stadt zu gründen. Am 27. April 1887 wurde Gering gegründet. Noch am gleichen Tag erschien die Erstausgabe der Zeitung Gering Courier. Die Stadt hieß zunächst „Vendome“, doch zu Ehren ihres ersten Bankhalters Martin Gering wurde sie umbenannt. Es dauerte schließlich 23 Jahre nach der Gründung, bis tatsächlich Gleise südlich des North Platte River verlegt wurden. Das nördlich gelegene Scottsbluff hatte schon 1900 durch die Chicago, Burlington & Quincy Railroad Anschluss an das Schienennetz erhalten. Gering entwickelte sich dennoch und wurde zum County Seat des 1888 neu geschaffenen Scotts Bluff County.

## Geographie
Gering liegt am North Platte River im Westen Nebraskas an den Nebraska State Highways 71 und 92. Die Grenze zu Wyoming liegt ca. 30 km in westlicher Richtung. Das Scotts Bluff National Monument liegt unmittelbar westlich der Stadt. Gering bildet zusammen mit Scottsbluff den so genannten twin city complex, da beide Städte im Verlauf ihrer Geschichte zusammengewachsen sind. Beide sind jedoch selbstständig und verwaltungstechnisch nicht miteinander verbunden.

## Demographie
Laut United States Census 2000 hat Gering 7751 Einwohner, davon 3627 Männer und .124 Frauen.